# Jozo Rados
Jozo Rados (Mistelbach, 5 agosto 1993) è un cestista austriaco.

## Palmarès
- Campionato austriaco: 2

Kapfenberg Bulls: 2017-18
BC Vienna: 2021-22
- Coppa d'Austria: 4

Swans Gmunden: 2011, 2012
Kapfenberg Bulls: 2018
BC Vienna: 2022
- Supercoppa d'Austria: 2

Swans Gmunden: 2010, 2011